# 阿尔托尼亚
阿尔托尼亚是巴西巴拉那州的一个市镇。总面积661.558平方公里，总人口20638人，人口密度31.2人/平方公里。